# Capital Bra je m’appelle
Capital Bra je m’appelle, auch JE M’APPELLE oder RAPAPAM, ist ein Lied des deutschen Rappers Capital Bra aus dem Jahre 2019. Die dritte Singleauskopplung seines sechsten Studioalbums CB6 wurde vom Künstler selbst geschrieben und von Goldfinger030 produziert.

## Hintergrund und Titel
Bei Capital Bra je m’appelle handelt es sich um das erste Musikstück, das Capital Bra nach der Trennung von seinem vorherigen Label ersguterjunge, welche er aufgrund von persönlichen Differenzen mit dem Inhaber Bushido vollzog, herausbrachte. Die beiden vorangegangenen CB6-Auskopplungen Benzema und Prinzessa erschienen noch bei zuvor erwähnter Plattenfirma.
Digital veröffentlicht wurde der Song auf allen offiziellen kommerziellen Plattformen sowohl als Teil von CB6 als auch in Form der Single unter dem Namen Capital Bra je m’appelle. Diese Schreibweise ist auch auf der Tracklist der physischen Ausgabe des Albums angegeben. Im Musikvideo zum Lied ist bei der Titeleinblendung allerdings CAPITAL BRA - RAPAPAM zu lesen; das Video selbst wurde unter dem Namen Capital Bra - JE M’APPELLE (prod. by Goldfinger) auf dem YouTube-Kanal des Musikers veröffentlicht. Auch auf einer der zwei Varianten des Coverartworks der Single befinden sich die Worte JE M'APPELLE durch ihre Größe deutlich hervorgehoben über dem Namen des Interpreten (auf dem anderen wurden diese Positionen vertauscht).

## Musik und Text
Capital Bra je m’appelle ist dem Genre des Afrotrap zuzuordnen. Es weist dem Stil entsprechend eine deutliche Dancehall-Rhythmik auf, ist allerdings mit Ästhetiken der Trapmusik versehen; darunter mit viel Hall verfremdete und in den Hintergrund gemischte Synthesizer und der Stimmeffekt Autotune. Capital Bra singt dabei den gesamten Text, ohne wie für ihn üblich die Strophen zu rappen. Seine Darbietung ist dabei im Vergleich zu stilistisch ähnlichen Titeln auffällig sanft und bedient sich vor allem während des Refrains häufig phonetischen Gesangs.
Das Lied handelt von zwei Personen, welche miteinander tanzen, und sich dabei verlieben. Der Interpret nimmt in seinem Vortrag die Rolle des Verliebten ein, während der Zuhörer seine Partnerin verkörpert. In der ersten Strophe besingt er die romantischen Gefühle, die seine Angebetete für ihn hegt, in der zweiten jene, welche er selbst für sie besitzt. Einzelne Zeilen sind in den beiden Versen annähernd bis gänzlich ident, jedoch teilweise aus einer anderen Perspektive geschildert. Durch Zeilen wie "Du hast dich verliebt, wer hätte das gedacht?" (in der zweiten Strophe "Ich hab mich verliebt, wer hätte das gedacht?") wird nahegelegt, dass beide Beteiligten diese Emotionen nicht erwartet oder sogar vollkommen ausgeschlossen hätten.

## Musikvideo
Das unter der Regie von Sergen Isici entstandene Musikvideo zu Capital Bra je m’appelle fällt durch seinen äußerst warmen Farbton auf, welcher durch die ständige Ausleuchtung mit rotem Licht entsteht. Einzelne Gegenstände, darunter eine Zigarette oder einige Gemälde, sind dabei durch Spezialeffekte bunt hervorgehoben; in anderen Szenen wurden Objekte (z. B. ein Lenkrad oder Sterne) nachträglich dazu gezeichnet. Zu sehen sind Capital Bra, der eine Sonnenbrille und einen Pullover trägt und ein Trinkglas in der Hand hält, und eine lediglich in Unterwäsche gehüllte Frau. Beide sitzen auf einem Bett und tanzen, teilweise intim. In einer anderen Szene steht der Musiker in einem Raum mit mehreren schwingenden, von der Decke hängenden Lampen. Er ist hierbei anders gekleidet; so trägt er einen anderen Pullover und eine Haube, aber keine Sonnenbrille.

## Kritik
Capital Bra je m’appelle polarisierte stark. Insbesondere der "lautmalerische" Refrain des Liedes wurde einerseits positiv als verspielt empfunden und mit dem Kraftwerk-Titel Boing Boom Tschak verglichen, andernorts wiederum als ideenlos und variationsarm angesehen.

## Erfolg
Capital Bra je m’appelle war im deutschsprachigen Raum ein großer kommerzieller Erfolg. In Österreich konnte das Lied die Spitze der Charts erreichen, in Deutschland und der Schweiz gelangte es auf die Plätze 3 und 4.